# 贵州点地梅
贵州点地梅（学名：Androsace kouytchensis）为报春花科点地梅属下的一个种。

## 扩展阅读
- 維基物種上的相關：贵州点地梅